# Biddulphiales
Ordre
Les Biddulphiales sont un ordre d’algues de l'embranchement des Bacillariophyta (Diatomées), et de la classe des Mediophyceae.

## Liste des familles
Selon AlgaeBase (2 août 2022) :
- Attheyaceae R.M.Crawford & Round, 1990
- Bellerocheaceae R.M.Crawford, 1990
- Biddulphiaceae Kützing, 1844
- Kittoniaceae Glezer, 1986

## Systématique
Le nom correct complet (avec auteur) de ce taxon est Biddulphiales Krieger, 1954.